# Comté de Perry (Mississippi)
Pour les articles homonymes, voir Comté de Perry et Perry.
Le comté de Perry est situé dans l’État du Mississippi, aux États-Unis. Il comptait 12 138 habitants en 2000. Son siège est New Augusta.